# Мокин, Марк Максимович
Марк Максимович Мокин (бел. Марк Максімавіч Мокін; род. 12 января 2006, Могилёв) — белорусский футболист, нападающий клуба «Балтика-2». Выступает на правах аренды в дзержинском «Арсенале».

## Карьера

### «Днепр-Могилёв»
Воспитанник футбольной академии могилёвского «Днепра». В апреле 2022 года подписал свой первый профессиональный контракт с клубом. Дебютировал за клуб 7 мая 2022 года в матче Высшей лиги против жодинского «Торпедо-БелАЗ», выйдя на замену на 80 минуте. Дебютный гол за клуб забил 4 июня 2022 года в матче против столичного «Минска». Благодаря своему дебютному голу стал самым молодым автором гола в Высшей лиге за последние 25 сезонов, а также третьим за всю историю чемпионата в возрасте 16 лет и 173 дней. В своём дебютном сезоне за клуб провёл 18 матчей во всех турнирах, в основном выходя на поле со скамейки запасных, отличившись своим единственным забитым голом. По окончании чемпионата вместе с клубом занял последнее место в турнирной таблице и вылетел в Первую лигу.
В декабре 2022 года продлил контракт с могилёвским клубом. Первый матч в новом сезоне сыграл 2 апреля 2023 года против «Орши», выйдя на замену на 88 минуте. Первыми голами за клуб отличился 31 мая 2023 года в матче Кубка Беларуси против клуба «Мосты», оформив дубль. Своим первым в сезоне забитым голом в рамках чемпионата отличился 10 июня 2023 года в матче против «Барановичей». На протяжении сезона выступал в роли одного из основных игроком могилёвского клуба, преимущественно выходя на поле со скамейки запасных, отличившись 4 забитыми голами во всех турнирах. По итогу сезона стал серебряным призёром Первой лиги, получив прямое повышение в Высшую лигу. В декабре 2023 года продлил контракт с клубом. В январе 2024 года покинул клуб, перейдя в зарубежный чемпионат.

### «Балтика-2»

#### Сезон 2024
В январе 2024 года перешёл в российский клуб «Балтика-БФУ», заключив контракт до конца июня 2026 года. Дебютировал за клуб 7 апреля 2024 года в матче против петербургского «Динамо», выйдя на замену на 59 минуте, также отличившись своими дебютными забитыми голами, оформив дубль. Футболист сразу же закрепился в основной команде клуба, став одним из ключевых игроков. В матче 25 июня 2024 года против московского «Динамо-2» отличился дублем из результативных передач. Впервые в заявку «Балтики» попал 25 сентября 2024 года на матч Кубка России против клуба «Луки-Энергия», однако остался на скамейке запасных. По итогу своего дебютного сезона вместе с клубом завершил чемпионат в своей группе на итоговом восьмом месте. Всего за сезон успел отличиться 4 забитыми голами и 6 результативными передачами.

#### Сезон 2025 (аренда в «Арсенал» Дзержинск)
Новый сезон начал 6 апреля 2025 года с матча против вологодского «Динамо», выйдя на замену на 74 минуте. Первым в сезоне забитым голом за клуб отличился 14 июня 2025 года в матче против петербургской «Звезды». За первую половину сезона отличился 2 забитыми голами. В августе 2025 года на правах арендного соглашения присоединился к дзержинскому «Арсеналу», соглашение с которым было заключено до конца сезона.

## Международная карьера
Со сборной Беларуси до 15 лет в мае 2021 года стал бронзовым призёром международного турнира «Владко Маркович» 2021, который проходил в Хорватии, победив в матче за третье место сборную Литвы. За юношескую сборную Беларуси до 17 лет дебютировал 27 августа 2021 года в товарищеском матче против Украины. В сентябре 2021 года дебютировал в сборной до 16 лет в товарищеском матче против сверстников из Турции.
В октября 2022 года отправился на квалификационные матчи юношеского чемпионата Европы до 17 лет. Первый матч сыграл 20 октября 2022 года в матче против сверстников Норвегии. В следующем матче 23 октября 2022 года забил свой дебютный гол против сборной Ирландии. В последнем квалификационном матче 26 октября 2022 года против Армении отличился дублем. В ноябре 2022 года дебютировал за сборную Беларуси до 18 лет против сверстников из России.
В ноябре 2022 года официально вышел в основной этап квалификаций юношеского чемпионата Европы, заняв итоговое третье место в группе. В марте 2023 года получил вызов на весенние сборы для участия в юношеском чемпионате Европы. В первом матче элитного раунда квалификации 22 марта 2023 года против Сербии вышел на замену на 80 минуте и отличился результативной передачей.